# Lambert-Sigisbert Adam
Lambert-Sigisbert Adam, detto Adam l'aîné (Nancy, 10 ottobre 1700 – Parigi, 12 maggio 1759), è stato uno scultore francese.
Appartenente alla famiglia di scultori che faceva capo a suo padre Jacob-Sigisbert, era fratello maggiore di Nicolas-Sébastien e di François Gaspard Balthazar. Nel 1723 ricevette il Prix de Rome per la scultura, che consisteva in un soggiorno di studio presso l'Accademia di Francia a Roma. Durante il suo soggiorno a Roma vinse il premio del concorso bandito da papa Clemente XII per un modello della Fontana di Trevi, che non poté realizzare perché richiamato in Francia. Lavorò anche per Madame de Pompadour.
Suo il magnifico gruppo del Nettuno che calma le acque (1737) oggi al Louvre.
Portò a termine un bassorilievo per la cappella Corsini in San Giovanni in Laterano, un busto del Dolore per l'Accademia Nazionale di San Luca, ispirato al gruppo del Laocoonte; inoltre eseguì numerosi bassorilievi che si trovano nell'Hôtel de Soubise a Parigi, un bassorilievo nella cappella del castello di Versailles, la Pesca e la Caccia regalate da Luigi XV al re Federico il Grande che li fece mettere a Potsdam e parecchi ritratti.

## Opere scultoree
- 1723 – Nettuno ed Anfitrite nel parco di Versailles